# Gedenkplaats Haaren 1940-1945
De Gedenkplaats Haaren 1940-1945 is een gedenkplaats voor wat zich bij het Grootseminarie in Haaren (Noord-Brabant) heeft afgespeeld. Tijdens de bezetting door de Duitsers in de Tweede Wereldoorlog werd het Grootseminarie door de SD gebruikt als Polizei- und Untersuchungsgefängnis.
De Duitsers hadden celruimte nodig om hun gevangenen op te kunnen sluiten en hadden daarvoor het Grootseminarie in Haaren gevorderd en het daarna tot september 1944 als gevangenis gebruikt.
Daarin zijn toen zowel gevangenen als gijzelaars opgesloten. Deze gevangenen, hoofdzakelijk in verband met verzet daar opgesloten, waren meestal geheel geïsoleerd van de buitenwereld.
In 2000 is op initiatief van enkele oud-gevangenen de Gedenkplaats Haaren 1940-1945 tot stand gekomen waar de herinnering aan die periode vastgehouden wordt. Dit wordt gedaan door een jaarlijkse herdenking in de tweede week in mei en een ruimte waarin een wisselende expositie en museum is ondergebracht.